# Entoria sichuanensis
Entoria sichuanensis är en insektsart som beskrevs av Cai och S.L. Liu 1990. Entoria sichuanensis ingår i släktet Entoria och familjen Phasmatidae. Inga underarter finns listade i Catalogue of Life.